# Метилфенидат
Метилфенидат (лат. Methylphenidatum, действующее вещество: метилового эфира фенил-α-пиперидилуксусной кислоты гидрохлорид) — лекарственное средство, продаваемое под разными торговыми наименованиями, «риталин» — одно из наиболее широко известных. Метилфенидат является ингибитором обратного захвата норадреналина (норэпинефрина) и дофамина в пресинаптические нейроны; может стимулировать ЦНС аналогично амфетаминам; также стимулирует кору головного мозга и подкорковых структур.
Является стимулятором центральной нервной системы (ЦНС) классов фенилэтиламина и пиперидина, используется для лечения синдрома дефицита внимания и гиперактивности (СДВГ) и нарколепсии.

## Использование в мире
Метилфенидат в России и ряде некоторых других стран (Оман, Йемен, Того, Нигерия и другие) изъят из оборота лекарственных средств. В то же время в ряде стран (в частности, в США, Канаде, Великобритании, Германии, Франции, Бельгии, Австралии, Нидерландах, Швеции, Норвегии, Италии (с 2007 года), Турции, Испании, Бразилии, Аргентине, Португалии, Израиле, Японии, Эстонии, Украине, на Кипре) используется для коррекции синдрома дефицита внимания и гиперактивности (СДВГ).

## Общая информация
Препарат ранее применялся как слабый психостимулятор при астенических состояниях, повышенной утомляемости, при коррекции синдрома дефицита внимания, а также при угнетении нервной системы, вызываемом антипсихотическими препаратами. В настоящее время в странах, где медицинское применение препарата разрешено, используется при синдроме дефицита внимания и гиперактивности, ортостатической тахикардии, нарколепсии, апатии, последствиях инсульта и ожирении. Также препарат применяется при терапии метамфетаминовой зависимости.

## Методы получения
В промышленности описана схема синтеза метилфенидата из 2-хлорпиридина и цианистого бензила. На выходе получается метиловый эфир α-фенил-α-(пиридил-2) уксусной кислоты, который восстанавливается над платиновым катализатором.

## Побочные эффекты
В проведённых в США в 1989—1997 годах семи плацебо-контролируемых испытаниях метилфенидата у детей в возрасте от 2 до 13 лет с продолжительностью лечения от 1 недели до 4 месяцев были выявлены следующие побочные эффекты: бессонница, депрессия, потеря интереса к сверстникам (до 62%), потеря аппетита (до 75%), ночные кошмары (до 62%), маниакальное состояние (до 6%), раздражительность (до 26%), повышенная плаксивость (10%), сонливость (до 62%), летаргическая сонливость (до 19%), боль в животе, головная боль, нарушение речи, патологическое мышление, агрессивное поведение, усиление тиков и патологические стереотипные движения.
При применении метилфенидата возможны и такие побочные эффекты, как тревога, аллергические реакции, анорексия, тошнота, головокружение, дискинезия, тахикардия, стенокардия, нарушения сердечного ритма, нарушения зрения, нервозность. При длительном применении препарата возможно снижение веса. Продолжительный приём в высоких дозах иногда приводит к задержке роста ребёнка.
В 1999 году американский психиатр Питер Роджер Бреггин опубликовал подробный 33-страничный обзор психотропных и побочных эффектов метилфенидата.
В мае 2018 года база доказательной медицины «Кокрейновского сообщества» опубликовала системный обзор 260 клинических испытаний для определения риска вредных эффектов метилфенидата у детей и подростков. Выводы —  рандомизированные клинические исследования не дают оснований считать, что метилфенидат вызывает серьезные побочные эффекты, однако авторы указывают на необходимость проведения дальнейших испытаний. Приём метилфенидата может вызывать серьёзные осложнения, включая смертельные исходы, кардиологические проблемы и расстройства психики. На каждую сотню детей и подростков, получавших препарат, по крайней мере у одного ребёнка зафиксировано серьёзное осложнение (смерть, сердечно-сосудистые осложнения, психозы). В Кокрейновском обзоре также отмечается высокий уровень нетяжёлых побочных явлений. У более чем половины детей и подростков, принимавших метилфенидат, наблюдались побочные эффекты — один или более. На каждые 100 человек, получавших метилфенидат, 7,3 пациента прекратили его приём по причине побочных явлений или осложнений. Полностью прекратили приём метилфенидата по неизвестным причинам 16,2 человека на каждые 100 пациентов.
Метилфенидат может вызывать привыкание.

## Самоповреждение и суицидальное поведение
P. Аrun сообщил в 2014 году о двух детях, у которых появились мысли о самоубийстве во время приёма метилфенидата. Эти мысли исчезли после прекращения его приёма. У обоих детей не было признаков депрессии, и мысли о самоубийстве, наблюдавшиеся у них, не могут быть объяснены импульсивным поведением.
S. Gökce опубликовал в 2015 году клинический случай, когда 12-летний мальчик совершил попытку самоубийства после повышения дозы метилфенидата с 27 мг до 36 мг. Ребёнок сообщил, что у него возникла раздражительность, когда он принял первую дозу долгодействующего метилфенидата 36 мг. Это могло стать причиной попытки самоубийства. Мальчик полностью поправился после прекращения приёма метилфенидата.
J. Strandell обнародовал в 2007 году данные о самоубийствах и суицидальном поведении на основе информации из Международного центра по мониторингу побочных эффектов лекарственных препаратов Всемирной организации здравоохранения в Уппсале, Швеция. Всего в Центр поступило 116 сообщений о попытках самоубийства при приёме метилфенидата и атомоксетина. Данные по метилфенидату: 7 самоубийств, 25 попыток самоубийства, суицидальная депрессия — 1, случаев умышленного самоповреждения — 8, преднамеренная передозировка метилфенидатом — 8, суицидальные тенденции — 21.

## Передозировка
При передозировке препарата возможны конвульсии, гипертермия, тахикардия, потеря аппетита, возникновение галлюцинаций, гипервозбудимость, эмоциональная неуравновешенность, мидриаз (сильное расширение зрачков), эпилептические припадки и головные боли. При передозировке препарата в несколько раз — интенсивные галлюцинации, сопоставимые с галлюцинациями от кокаина, артериальная гипертония, внутричерепные кровоизлияния, разрушение кровеносных сосудов и повреждение головного мозга. При хроническом злоупотреблении метилфенидат может привести к психозу.

## Противопоказания
Из-за стимулирующего эффекта противопоказан при психозах, выраженной тревоге, психическом напряжении, возбуждении. Кроме того, относительно противопоказан больным с глаукомой, тиками, а также лицам с указаниями на синдром Туретта в семейном анамнезе, также есть противопоказания людям, страдающим гипертонией, сосудистыми и сердечными заболеваниями.

## Взаимодействия
Метилфенидат может замедлять метаболизм кумариновых антикоагулянтов, противосудорожных средств (таких, как фенобарбитал, фенитоин или примидон), а также фенилбутазона и трициклических антидепрессантов. Поэтому дозы названных препаратов, если их назначают вместе с метилфенидатом, следует снижать.

## Правовой статус
- В соответствии с Конвенцией о психотропных веществах ООН метилфенидат отнесён к подлежащим контролю психотропным веществам списка II[24].
- В США метилфенидат также классифицирован как контролируемая субстанция, допустимая к медицинскому применению, но имеющая высокие шансы неправильного использования из-за его потенциала в развитии эффекта привыкания.
- В Великобритании метилфенидат отнесён к контролируемым субстанциям класса «B», то есть его хранение без медицинского предписания и незаконная продажа запрещены и караются лишением свободы до четырнадцати лет и/или неограниченным штрафом[25].
- В Новой Зеландии этот препарат также классифицирован как «class B2 controlled substance». Незаконное хранение карается шестью месяцами лишения свободы, а незаконная продажа — четырнадцатью годами.
- Препарат запрещён Всемирным антидопинговым агентством, но в отдельных случаях делаются исключения[26][27].
- В России препарат внесён как психотропное вещество в список I (наркотические средства, психотропные вещества и их прекурсоры, оборот которых в Российской Федерации запрещён в соответствии с законодательством Российской Федерации и международными договорами Российской Федерации). Постановлением от 25 октября 2014 № 1102 запрещены и все производные метилфенидата[28]. Приобретение и хранение метилфенидата (в том числе и без цели сбыта) карается сроком до 15 лет по статье 228 УК РФ.

## Критика
По мнению П. Р. Бреггина, метилфенидат временно подавляет нормальные спонтанные поведенческие реакции как у экспериментальных животных, так и у детей. В частности, препарат, как полагает Бреггин, тормозит общение ребёнка со сверстниками, самостоятельность и игровые навыки, что позволяет контролировать поведение мальчиков в школе и дома. Утверждается, что подобный контроль поведения при помощи метилфенидата ограничивает развитие самодисциплины.